# المحافظة في كوريا الجنوبية

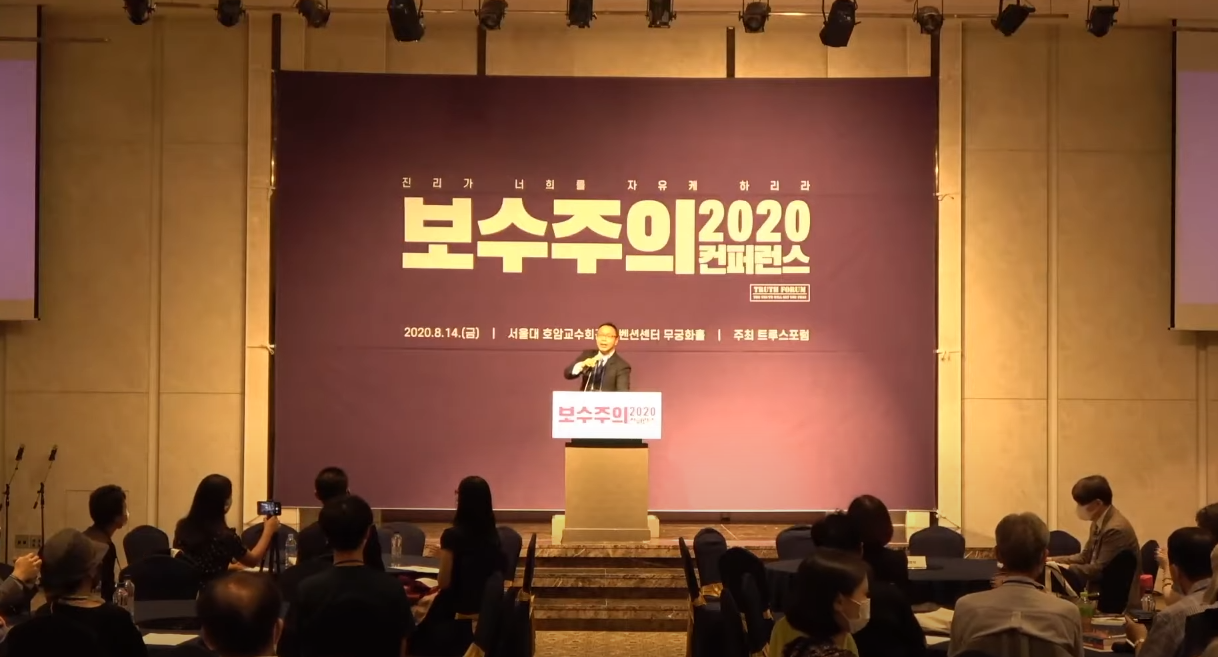
مؤتمر المحافظين 2020 – تجمع سياسي لمناقشة الفكر المحافظ في كوريا الجنوبية

ترتبط المحافظة في كوريا الجنوبية بالأساس بحزب سلطة الشعب (كوريا الجنوبية). تُعرف المحافظة التقليدية في كوريا الجنوبية بأنها فلسفة سياسية واجتماعية تتسم بتقاليد الثقافة الكورية التي انبثقت عن الكونفوشية. تؤمن الأحزاب المحافظة في كوريا الجنوبية على نطاق واسع بتأييد الأعمال التجارية، ومعارضة النقابات العمالية، والدفاع الحازم عن الوطن، والتجارة الحرة، ومناهضة الشيوعية، وتأييد التكاتف المجتمعي، ومناهضة دولة الرفاهية. تُعتبر حكومة بارك عن هي آخر حكومة محافظة في جمهورية كوريا الجنوبية السادسة والتي استمرت حتى تاريخ 10 مايو 2017.
بدءًا من فترة حكم سنغ مان ري الديكتاتورية، كان للديكتاتورية العسكرية التي مارسها بارك جونغ هي وتشون دون هوان أثر على سياسة المحافظة في كوريا الجنوبية. في السياسة الداخلية، تتمتع المحافظة الكورية الجنوبية بنزعة نخبوية قوية وتؤيد التحديث السريع والاستقرار الاجتماعي. مع ذلك، منذ منتصف عام 2010 وحتى أواخره، برز المحافظون ممن يمتلكون ميولًا شعبوية في المجال العام.
على النقيض من محافظي الولايات المتحدة، غالبًا ما يصف المحافظون في كوريا الجنوبية أنفسهم «بالليبراليين». مع ذلك، تندد كلتا المجموعتين الاشتراكية بشدة واصفة نفسها «بالمعادية للاشتراكية». إلا أن المحافظة تختلف عن «الليبرالية» العامة في كوريا الجنوبية.

## المبادئ

### القضايا المحلية
تُستمد فلسفة كوريا الجنوبية المحافظة جزئيًا من المبادئ التقليدية السائدة في شرق آسيا والمتمثلة بالتكاتف المجتمعي والمحافظة الاجتماعية الكونفوشية، فضلًا عن العوامل المؤثرة الحديثة كالليبرالية الاقتصادية الحديثة، ما يؤدي إلى تعزيز الليبرالية الاقتصادية ومناهضة دول الرفاهية. مع ذلك، ونظرًا لما مارسته حقبة بارك جونغ هي من تأثير على فكر المحافظين، فإنهم ينادون كذلك بأشكال معينة من التدخل الاقتصادي الذي يؤمنون بأثره الحاسم في الحفاظ على هذا النظام.
يميل المحافظون كذلك إلى دعم التمسك بقانون الأمن القومي. لهذا السبب، لا يتجه المحافظون إلى إعطاء الأولوية للقومية العرقية، وتتسم قوميتهم بأنها مزيج من القومية العرقية والقومية المدنية. مع ذلك، فإن المحافظين أقل تقبلًا للتعددية الثقافية مقارنة بالليبراليين.
غالبًا ما يناهض المحافظون المعاصرون حقوق المثليين ومزدوجي التوجه الجنسي والمتحولين جنسيًا والنشاطية.
أسفر التوجه المناهض للشيوعية والذي اعتنقه المحافظون في كوريا الجنوبية عن تشكيل تصورات لدى التقدميين والليبراليين حول تعزيز المحافظين للمخاوف الحمراء الشبيهة بالمكارثية بين أوساط الشعب. ومثال ذلك حادثة ما قبل الانتخابات التشريعية عام 1996، حيث أُلقي القبض على المشرعين المحافظين لاجتماعهم سرًا مع عملاء من كوريا الشمالية في بكين لطلب مساعدة كوريا الشمالية في التلاعب بنتيجة الانتخابات مقابل مكافآت. أطلقت كوريا الشمالية نيران المدفعية على المنطقة الأمنية المشتركة والمجردة من السلاح، ما تسبب في حالة هلع بين الناخبين في كوريا الجنوبية، وعاد بالفائدة على الحزب المحافظ.

### القضايا الدولية
تعادي المحافظة في كوريا الجنوبية الشيوعية بشدة. يعارض المحافظون في كوريا الجنوبية توثيق العلاقات مع كوريا الشمالية، ويؤيدون تعزيز التحالف بين الولايات المتحدة وجمهورية كوريا بغرض تحسين الأمن في كوريا الجنوبية، وذلك على النقيض من التقدميين في كوريا الجنوبية ممن يفضلون الانفتاح مع كوريا الشمالية في إطار سياسة الشمس المشرقة فضلًا عن الإبقاء على التحالف بين الولايات المتحدة وجمهورية كوريا كما هو أو التقليل منه. مع ذلك، ينقسم المعتدلون والمتشددون في آرائهم حول المحافظين، إذ يؤكد المعتدلون على القضايا المتعلقة بالمنشقين الكوريين الشماليين ويصفون أنفسهم بأنهم ليبراليون، بينما يتخذ المتشددون موقفًا عدوانيًا تقليديًا يتمثل بمعاداة الشيوعية وتأييد النزعة الأمريكية.

## تاريخيًا
قبل التحول الديمقراطي في عام 1987، لم يكن المحافظون في كوريا الجنوبية معادون للشيوعية فحسب، بل ناهضوا السلطوية و«معجزة نهر هان» كذلك. بعد عام 1987، ساد توجه بين أوساط المحافظين نحو إعادة تسمية اليمين الجديد والتركيز على الليبرالية الاقتصادية الجديدة. علاوة على ذلك، تكيف المحافظون مع البيئة الديمقراطية الجديدة من خلال زيادة عدد الجماعات الناشطة المحافظة ووجودها على شبكة الإنترنت.
بعد عام 1987، تناقص اهتمام الشعب الكوري الجنوبي ببعض القضايا كالطبقية والسياسة مما كان عليه سابقًا، وبالتالي، عزم التقدميون والمحافظون على تغيير شعاراتهم، فتحول التقدميون من السياسة الراديكالية إلى دعم مبادئ الديمقراطية الاجتماعية وتعزيز الرفاهية، في حين شدد المحافظون على القيم النيوليبرالية مثل «الحرية والإمكانيات ومنافسة الأفراد».